# オリヴァー・ハドソン
オリヴァー・ラトリッジ・ハドソン（Oliver Rutledge Hudson, 1976年9月7日 - ）はアメリカ合衆国の俳優。ゴールディ・ホーンとビル･ハドソンの息子であり、ケイト・ハドソンの兄。2007年よりCBSの連続ドラマ『Rules of Engagement』に出演。

## 生い立ち
カリフォルニア州ロサンゼルスで女優のゴールディ・ホーンと歌手のビル・ハドソンのもとに生まれた。1980年に両親が離婚し、彼と妹であるケイト・ハドソンはコロラド州で母親とそのボーイフレンドで俳優のカート・ラッセルに育てられた。ハドソンはラッセルが父親になるだろうと語った。父親の再婚相手で女優のシンディ・ウィリアムズとの間に生まれたエミリーとザッカリー、2006年に父親と別の女性との間に生まれたLalania 、母親とラッセルとの間に生まれたワイアットの4人の片親違いのきょうだいがいる。
ハドソンは母方の祖母のハンガリー系ユダヤ人、父方の祖母のイタリア人の流れを汲む。母方の祖母はアメリカ独立宣言に最年少で署名したエドワード・ラトリッジ(1749年 – 1800年)の子孫である。またハドソンは歌手のサラ・ハドソンのいとこでもある。

## 経歴
ハドソンはテレビ･ドラマ『Rules of Engagement』(2007年 – 2013年)、『My Guide to Becoming a Rock Star 』、『The Mountain 』(2004年 – 2005年)や映画『ベスト・フレンド』(2002年)、『アウト・オブ・タウナーズ』(1999年)に出演したことで知られる。また『ドーソンズ・クリーク』でケイティ・ホームズ演じるジョーイ・ポッターの恋愛相手のEddie Doling として16エピソードに出演した。2005年、ワールドシリーズオブポーカー本選に出場したが、最初の方で2003年準優勝のSam Farha と対戦して敗退した。

## 私生活
2006年6月9日、女優のエリン・バーレットとメキシコで仏教僧による結婚式を挙げた。2007年8月23日、長男 Wilder Brooks Hudson 、2010年3月19日、次男 Bodhi Hawn Hudson 、2013年7月、長女リオが生まれた。また彼はゴルフに熱心でハンデ2である。

## 出演作品

### 映画
| 年   | 題                                                      | 役                | 特記事項   |
| ---- | ------------------------------------------------------- | ----------------- | ---------- |
| 1999 | Kill the Man                                            | Revolutionary #1  |            |
| 1999 | アウト・オブ・タウナーズ The Out-of-Towners             | Alan Clark        |            |
| 2000 | Rocket's Red Glare                                      | Hank Baker        |            |
| 2000 | The Smokers                                             | David             |            |
| 2001 | Going Greek                                             | Ziegler           |            |
| 2002 | ベスト・フレンド New Best Friend                        | Josh              |            |
| 2003 | As Virgins Fall                                         | Corky Stevens     |            |
| 2005 | Mr. Dramatic                                            | Mr. Dramatic      |            |
| 2006 | 10.5: Apocalypse                                        | Will Malloy       | テレビ映画 |
| 2006 | ファイナル・デッド The Breed                            | John              |            |
| 2006 | ファイナルデッドコール 暗闇にベルが鳴る Black Christmas | Kyle Autry        |            |
| 2007 | The Weekend                                             | Julian            | テレビ映画 |
| 2007 | Carolina Moon                                           | Cade Lavelle      | テレビ映画 |
| 2008 | Strange Wilderness                                      | TJ/Animal Handler |            |
| 2013 | アダルトボーイズ遊遊白書 Grown Ups 2                    | カイル            |            |
| 2014 | Walk of Shame                                           |                   |            |

### テレビシリーズ
| 年        | 題                                  | 役               | 特記事項    |
| --------- | ----------------------------------- | ---------------- | ----------- |
| 2002      | My Guide to Becoming a Rock Star    | Jace Darnell     | 計11話出演  |
| 2002-2003 | ドーソンズ・クリーク Dawson's Creek | Eddie Doling     | 計16話出演  |
| 2004-2005 | The Mountain                        | David Carver Jr. | 計13話出演  |
| 2007-2013 | Rules of Engagement                 | Adam Rhodes      | 計100話出演 |